# Giovanni Gozzi
Giovanni Gozzi (Milão, 19 de outubro de 1902 — Taggia, Imperia, 11 de agosto de 1976) foi um lutador de luta greco-romana italiano.

## Carreira
Foi vencedor da medalha de ouro na categoria de 56–61 kg em Los Angeles 1932.
Foi vencedor da medalha de bronze na categoria até 58 kg em Amsterdã 1928.